# Расеса
Расеса (англ. Rasesa) — населённый пункт сельского типа на юго-востоке Ботсваны, на территории округа Кгатленг.

## Общая информация
Находится в юго-западной части округа, в 10 км к западу от города Мочуди. Деревня раскинулась вдоль шоссе, соединяющего Габороне и Махалапье.

## Население
По данным переписи 2011 года население деревни составляет 3226 человек.
Динамика численности населения деревни по годам:
| 2001 | 2011 | 2013 |
| ---- | ---- | ---- |
| 2461 | 3226 | 3392 |